# Régions naturelles de Belgique
Cet article concerne les Régions naturelles de Belgique. Pour les autres significations, voir Régions de Belgique et Régions linguistiques de Belgique.

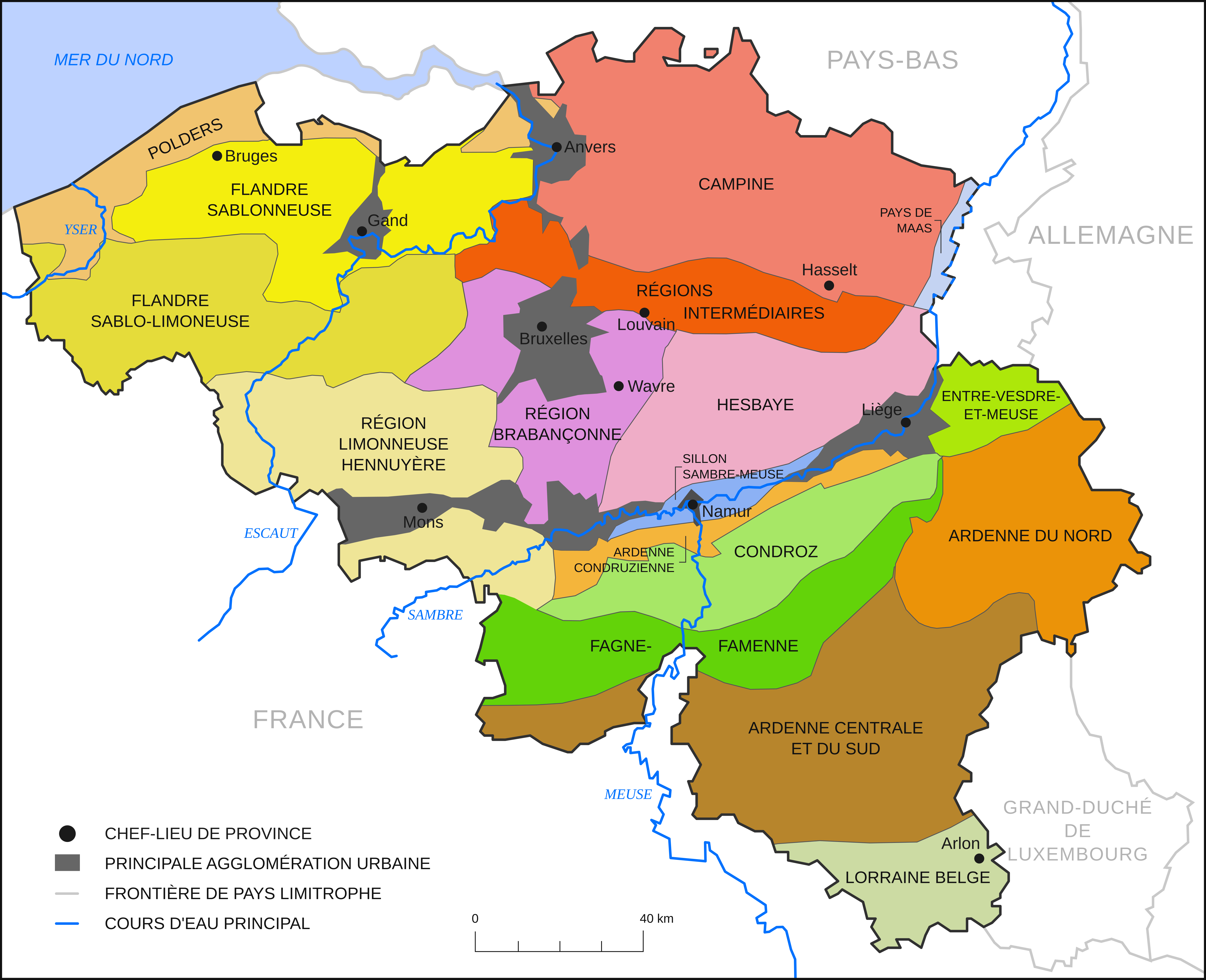
Régions naturelles de Belgique.

Les régions naturelles sont, sensu stricto, des espaces géographiques ayant des caractères physiques propres (géomorphologie, géologie, climat, sols, ressources en eau...). Sans l'intervention humaine, elles accueillent flore et faune adaptées aux conditions de ces milieux.
À l'échelon d'un pays tel que la Belgique, l'Homme occupe largement tous ces espaces selon une organisation culturelle, sociale et économique spécifique, traduite par la notion de territoires ou de terroirs étroitement liés, donc, à une identité locale propre qui se perçoit, notamment, à travers différents types de paysages (tels que documentés dans les Atlas du Paysage de Wallonie p.ex.).
Dans cette perspective, la terminologie « région naturelle » est donc à distinguer de :
- La zone agro-géographique[2] qui fait référence au mode d'humanisation d'une région naturelle.
- La région administrative qui concerne l'organisation politique et la gestion administrative du Royaume.
- La région linguistique, qui concerne la division linguistique du pays.

## Liste des régions naturelles de Flandre
- La Campine
- La Hesbaye
- Les Monts des Flandres
- Le Pays de Waes
- La Plaine de Flandre
- La Plaine maritime flamande

## Liste des régions naturelles de Wallonie
- Le Borinage
- Le Pays de Charleroi
- La Thudinie
- Le Condroz
- Le Pays de la Vesdre
- Le Pays de Herve
- Le Pays des Sources
- L’Ardenne
- La Fagne
- Les Hautes-Fagnes
- La Famenne
- La Calestienne
- La Lorraine belge
- L’Eifel
- Le Pays des Collines
- La Basse-Sambre
- La Hesbaye
- La Campine Hennuyère